# Batee Linteung
Batee Linteung is een bestuurslaag in het regentschap Aceh Besar van de provincie Atjeh, Indonesië. Batee Linteung telt 339 inwoners (volkstelling 2010).